# Leipziger Straße

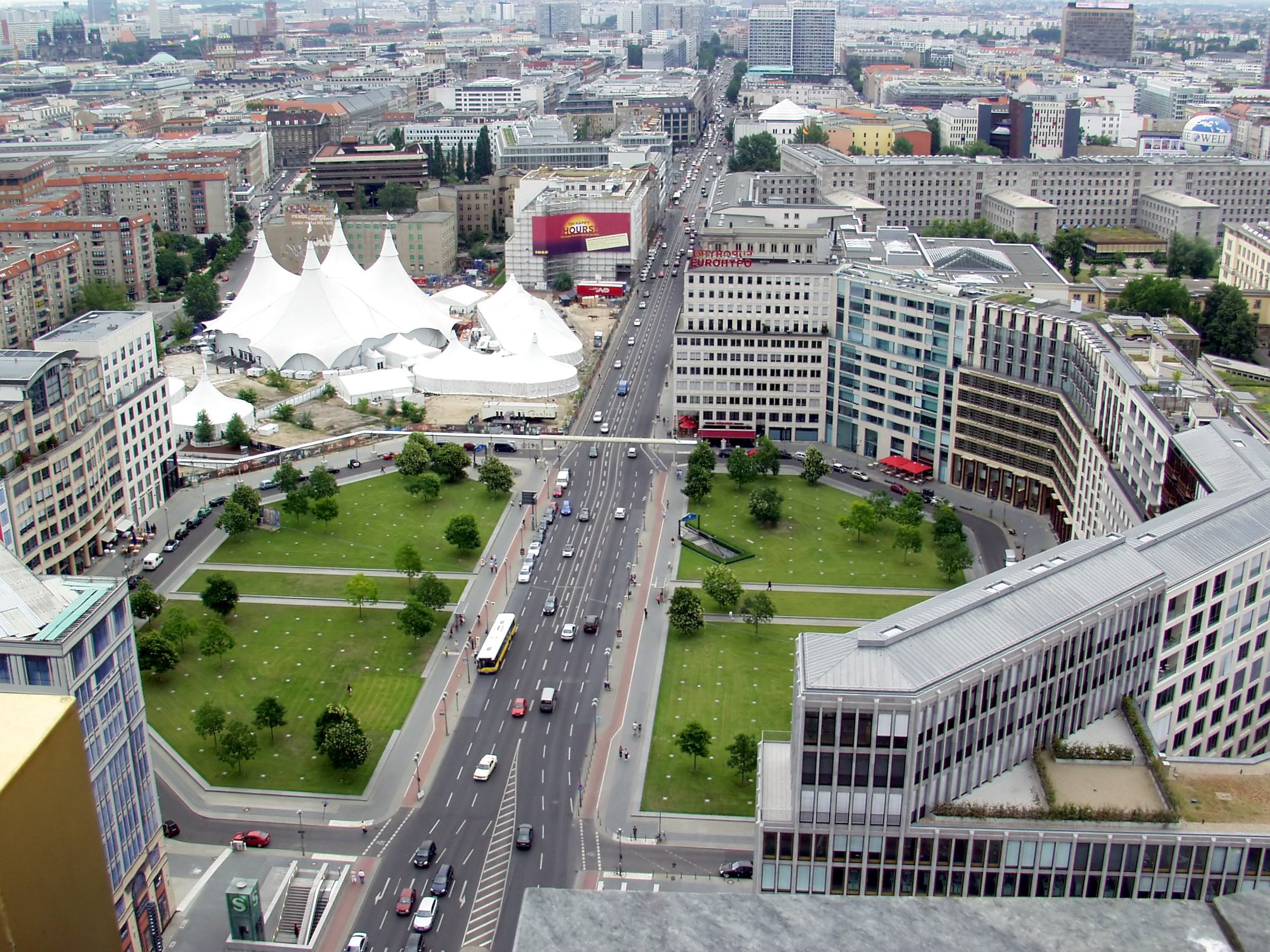
Vista aérea da Leipziger Straße, em primeiro plano a Leipziger Platz.

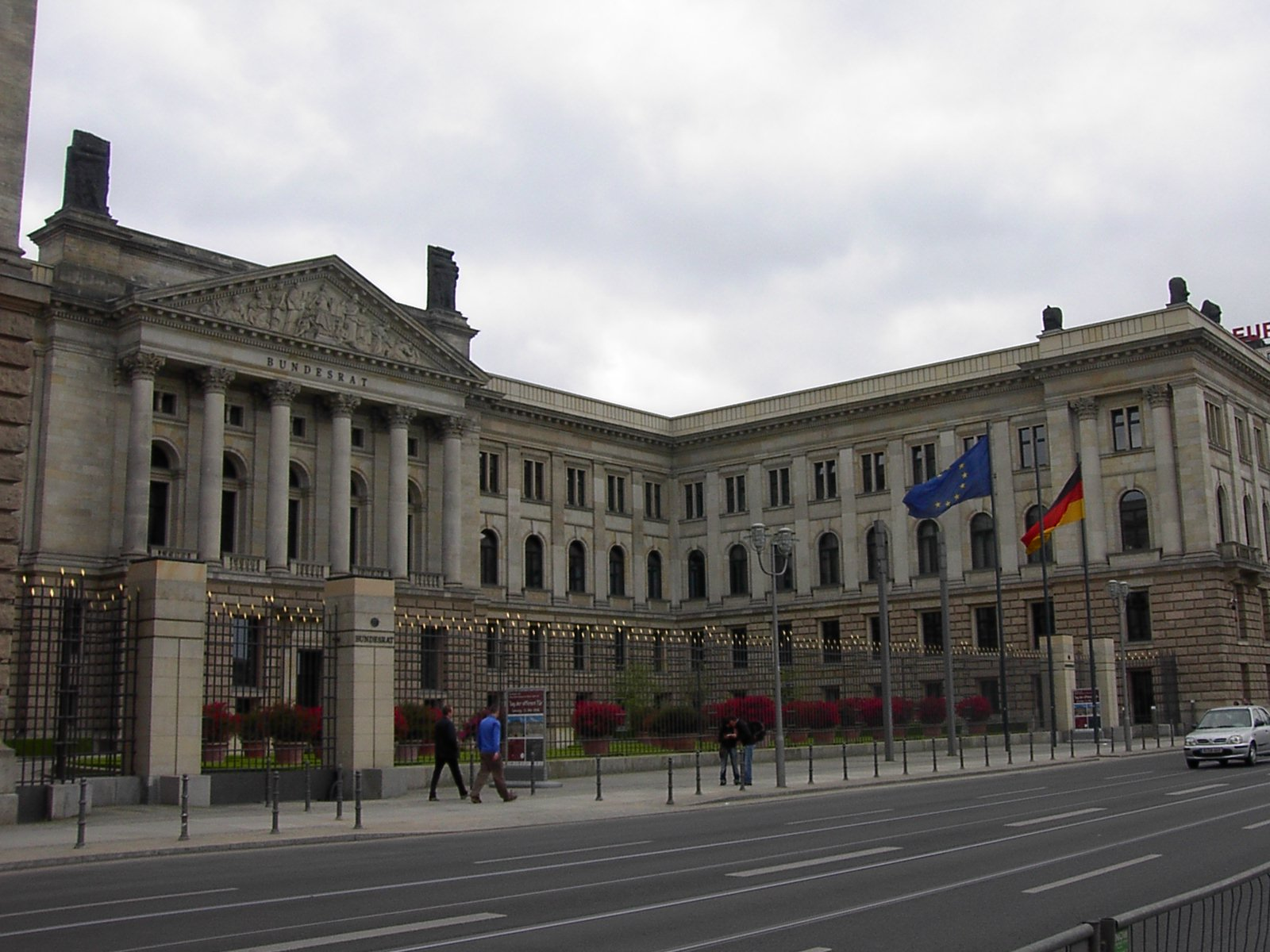
Edifício do Bundesrat.

Leipziger Straße é uma rua no centro de Berlim, capital da Alemanha. Corre de leste a oeste da Potsdamer Platz até o Spittelmarkt no distrito de Mitte.

## História
A Leipziger Straße existe desde 1700, quando a Potsdamer Platz era conhecida como Potsdamer Tor, uma das entradas que estava a oeste da então fortificada cidade de Berlim. As obras foram dirigidas pelo arquiteto Johann Heinrich Behr, também responsável pela construção da Friedrichstraße e da Französische Straße. Atravessa a parte oriental do Centro de Berlim desde a Potsdamer Tor até o Spittelmarkt . A Leipziger Platz recebeu esse nome porque levava à estrada real para Leipzig.
Entre 1933 e 1936 Hermann Göring supervisionou a construção da sede do Ministério da Aviação do Reich, ou Detlev-Rohwedder-Haus, na esquina da Wilhelmstraße. De 1949 a 1989, quando a Leipziger Straße estava localizada em Berlim Oriental, capital da Alemanha Oriental, este edifício abrigou o Conselho de Ministros da Alemanha Oriental. Atualmente é a sede do Ministério Federal das Finanças da Alemanha. Nesta rua também fica a sede do Bundesrat, a câmara alta do parlamento alemão.